# Talhuwen
Talhuwen, également orthographié comme Taluwen, Taluhen ou Taluen, est un village Wayana situé sur la rivière Lawa en Guyane.

## Géographie
Talhuwen est situé face à l'île sur laquelle se trouve Kulumuli, et a fusionné côté terre avec les villages d'Epoja et d'Alawataimë enï. 
Dans les années 1990, un village du nom d'Espérance a été fondé entre Talhuwen et Epoja par des Wayana migrants venus du Suriname.
Les zones d'habitation et de culture vivrières sont répartie selon les droits d'usage collectifs locaux. Dans les années 2010, « le terroir agricole des familles de Taluen se situe plutôt en aval du village jusqu’à la grande île pëlelïimë enï (prés de l’embouchure du Tampok) et juste derrière le village »,.
La commune fait partie du Parc amazonien de Guyane qui cherche à mettre en place une cogestion adaptative basée sur le principes et critères du développement durable, avec potentiellement un tourisme doux et vert, mais l'interdiction de l'orpaillage y et particulièrement difficile à faire respecter, et selon Kupi Aloïke (responsable de l’Antenne du parc à Taluen) il existe « un décalage dans la relation et la perception des communautés et des autorités à l’environnement » ainsi qu'une « difficulté à traduire en wayana certaines notions comme le développement durable ou la protection de la nature. Il croit que la faible participation des riverains aux activités de consultation du PAG pourrait s’expliquer par des objectifs trop éloignés des préoccupations de la vie quotidienne »,.

## Culture
Le village est connu pour l'un de ses habitants, Aïmawalé Opoya, réputés pour sa connaissance de la culture Wayana et pour être l'un des derniers peintres de ciels de case traditionnels ("Maluwana" dans la langue Wayana).

## Éducation scolaire
Talhuwen dispose de la seule école primaire à proximité immédiate. Les enfants des villages de Kawemhakan et Kumakahpan, tous deux situés de l'autre côté du fleuve au Suriname, sont transportés chaque jour par bateau jusqu'à l'école.
L'école de Talhuwen a été inaugurée en 1991 comme annexe de l'école de Kulumuli, elle-même créée en 1973 par le professeur de français Jean-Paul Klingelhofer. 
L'école a été agrandie en 2004, mais « La demande de création d’un mini collège à Taluen, dans le haut paroi, permettant aux émerillons et wayana de la zone de suivre un enseignement secondaire sans avoir recours aux internats éloignés, a été rejetée. Cela accentue donc le sentiment d’injustice et de discrimination des peuples autochtones du sud de la Guyane ».

## Santé
Outre au risque infectieux présents en Guyane, la population de la région de Talhuwen est de plus en plus exposée au Mercure : une étude basée sur l'imprégnation mercurielle des cheveux (sur une période d’un an), a montré qu'en raison de la pollution générée par les orpailleurs, la région de Talhuwen compte parmi celles où l'on a retrouvé des taux d'imprégnation mercurielle les plus élevés chez les femmes enceintes, souvent bien au delà de la norme de l’OMS (10 μg/g). Les populations vivant loin de bourgs (et donc loin d'épiceries) sont les plus exposées (en moyenne sept fois plus contaminées que celles vivant dans les bourgs), et parmi elles, les populations Wayana sont le plus touchées car vivant le plus en autosubsistance de la pêche, de la chasse et des cultures sur abattis, se nourrissant traditionnellement principalement de poisson qui est leur première source de protéines. 
Un travail de prévention expliquant qu'il fallait manger moins de poissons, et éviter les poissons âgés (qui ont le plus bioconcentré le mercure) a permis une baisse de 82 % de l'imprégnation mercurielle des femmes étudiées.